# Harriet Wistrich
Harriet Wistrich, née en 1960, est une avocate et féministe radicale anglaise spécialisée dans les affaires de droits de l'homme, en particulier les affaires impliquant des femmes qui ont été agressées sexuellement ou qui ont tué leurs partenaires violents,. Elle travaille pour Birnberg Pierce & Partners (en) à Londres. Elle a été l'avocate de l'année pour les droits de l'homme de Liberty (en) en 2014.
Harriet Wistrich est cofondatrice de Justice for Women (en), le groupe féministe de réforme du droit, et directrice fondatrice du Center for Women's Justice. Elle a écrit pour The Guardian et est éditrice, avec sa partenaire Julie Bindel, de The Map of My Life: The Story of Emma Humphreys (en) (2003).

## Biographie

### Famille
Harriet Wistrich est née à Hampstead d'Enid et d'Ernest Wistrich, tous deux juifs séculiers. Enid est devenue Reader in Politics and Public Administration à Middlesex University (1979–1995), puis professeur invité en sciences politiques. Elle avait été conseillère syndicale et présidente du Greater London Council Film Viewing Board dans les années 1970. Ses publications incluent 'I don't mind the sex, it's the violence': Film Censorship Explored (1979), The Politics of Transport (1983) et, avec David M. Smith, Devolution and Localism in England (2014).
Ernest était originaire de la Ville libre de Dantzig. Il a fréquenté un pensionnat à Brighton avant de s'installer définitivement au Royaume-Uni peu de temps avant que l'Allemagne n'envahisse la Pologne en 1939. Comme sa femme, il est devenu conseiller local du travail et a été candidat au Parlement. Il a été directeur du Mouvement européen international à partir de 1966 et a reçu l'Ordre de l'Empire britannique. Il est l'auteur de The United States of Europe (1992).

### Éducation
Les Wistrich se sont mariés en 1950 et ont eu trois enfants. Matthew, né en 1957, était handicapé et est décédé à l'âge de 14 ans. Harriet a suivi en 1960 et Daniel en 1964,. Élevés comme laïcs, non Cacherout et non sionistes, les enfants ont rejoint The Woodcraft Folk (en) et vivaient dans ce que Julie Bindel appelait un « foyer libéral de la classe moyenne supérieure ». Malgré son éducation, Daniel a déménagé en Israël à l'âge de 23 ans et est devenu juif hassidique.
Harriet Wistrich est allée à l'Université d'Oxford, où elle est devenue féministe, est sortie lesbienne et a obtenu un diplôme en philosophie, politique et économie. Après Oxford, elle et un ami ont fait de l'auto-stop à travers le pays à la recherche d'une ville où ils pourraient s'installer. Ils ont choisi Liverpool, où Harriet Wistrich s'est impliquée dans la réalisation de films avant de décider d'étudier le droit. Elle a suivi un Common professional examination (law) (en) de deux ans en droit et a terminé son Legal Practice Course (en) en 1995 à l'Université de Westminster à Londres. En 1997, elle est devenue avocate après une formation au cabinet Winstanley-Burgess,.

## Carrière

### Justice for Women
En 1991, Harriet Wistrich a cofondé le groupe féministe de réforme du droit Justice for Women (JFW) - avec Julie Bindel et Hilary McCollum - pour faire campagne contre les lois discriminatoires à l'égard des femmes dans les affaires de violence masculine envers leurs partenaires, a été créée dans le cadre de la campagne Free Sara Thornton pour obtenir la libération de Sara Thornton (en), condamnée en 1989 pour le meurtre de son mari violent,,. E. Jane Dickson a écrit dans The Independent en 1995 que le groupe était dirigé par Wistrich, Bindel et leur chien, Peggy, hors de leur domicile dans le nord de Londres.
L'un des premiers cas de JFW a été celui de Emma Humphreys (en), qui avait été reconnue coupable de meurtre après avoir tué son petit ami proxénète et violent en 1985, alors qu'elle avait 17 ans. En septembre 1992, elle a écrit à JFW de la prison pour lui demander de l'aide, et avec le soutien de Wistrich et Bindel, elle a réussi à faire appel de la condamnation, alléguant la provocation à long terme (en). Des reportages du 7 juillet 1995 montrent les trois femmes quittant Old Bailey après que les juges ont ordonné la libération d'Emma Humphreys. Harriet Wistrich a déclaré lors d'une conférence de presse que l'affaire avait été « une erreur judiciaire comparable à celle des Quatre de Guildford et de Judith Ward »,.
Trois ans plus tard, Wistrich et Bindel ont trouvé Emma Humphreys morte dans son lit à son domicile, d'une surdose accidentelle de médicaments sur ordonnance Sur la base du journal de Emma Humphreys, qui a été trouvé après sa mort, elles ont co-édité un livre, The Map of My Life: The Story of Emma Humphreys (2003). JFW décerne tous les ans le Emma Humphreys Memorial Prize à ceux qui sensibilisent à la violence contre les femmes et les enfants,.

## Affaires
Harriet Wistrich a rejoint Birnberg Peirce & Partners en 2002. Elle a représenté plusieurs femmes dans des appels couronnés de succès contre des condamnations pour meurtre, notamment Stacey Hyde, Christine Devaney, Diane Butler et Kirsty Scamp  et d'autres plaideurs dans des affaires très médiatisées. Ces dernières incluent Jane Andrews (en), qui a été libérée sous licence en 2015,, deux détenues au Yarl's Wood Immigration Removal Centre (en) qui ont allégué une agression sexuelle de la part du personnel, huit femmes affectées par UK undercover policing relationships scandal (en), et deux femmes qui ont été agressées par John Worboys (en), un violeur en série ; elles ont poursuivi avec succès la police pour n'avoir pas enquêté sur leurs plaintes. Wistrich représentait également la famille de Jean Charles de Menezes, qui a été abattu par la police à Londres en juillet 2005.
En 2016, elle est devenue directrice fondatrice du Center for Women's Justice, un organisme de bienfaisance qui cherche à « tenir l'État responsable des échecs dans la prévention de la violence contre les femmes et les filles ». Nick Cohen (en) a l'a appelée « la meilleure avocate féministe que je connaisse ».

## Publications
- (2015) « Gayle Newland behaved no worse than rogue undercover police officers », The Guardian, 17 September 2015.
- (2015) « New rape guidelines are welcome – if they’re actually followed », The Guardian, 29 January 2015.
- (2009) « Jean Charles de Menezes », Socialist Lawyer.,51, January 2009, p. 12–14
- (2008) avec Frank Arnold et Emma Ginn, « Outsourcing Abuse: The use and misuse of state-sanctioned force during the detention and the removal of asylumseekers », Birnberg Peirce & Partners, Medical Justice and the National Coalition of Anti-Deportation Campaigns
- (2003) avec Julie Bindel (eds.) The Map of My Life: The Story of Emma Humphreys, Astraia Press  (ISBN 978-0954634100)
- (1988) avec Lynn Alderson, « Clause 29: Radical Feminist Perspectives », Trouble & Strife, 13, p. 3–8.
- (1988) « The Use and Misuse of Identity Politics », in D. Harway (ed.), A Word in Edgeways: Jewish Feminists Respond, Jewish Feminist Publications, p. 22–29.